# Paul DeVillers
Pour les articles homonymes, voir DeVillers.
Paul DeVillers (né le 11 mars 1946) est un homme politique canadien de l'Ontario. Il est député fédéral libéral de la circonscription ontarienne de Simcoe-Nord de 1993 à 2006. 

## Biographie
Né à Penetanguishene en Ontario, DeVillers étudie le droit à l'Université d'Ottawa et se spécialise dans la pratique du droit municipal avant d'entrée en politique.
Élu en 1993, il est réélu en 1997, 2000, 2004. Il ne se représente pas en 2006.
Durant ses mandats, il est siège sur de nombreux comités dont le comité permanent sur les Affaires autochtones et le Développement du Nord, le comité de la chambre sur l'Environnement et le comité mixte permanent d'examen de la réglementation. En février 1996, il est nommé secrétaire parlementaire de Stéphane Dion alors ministre des Affaires intergouvernementales. En janvier 2002, il est nommé ministre d'État au Sport (en) et leader adjoint du gouvernement à la Chambre des communes.
DeVillers est aussi un marathonien ayant complété 14 compétitions.